# Канч (гора)
Канч — (1578 м над рівнем моря), вершина на південно-західній частині Ґорґан, які є частиною Східних Бескидів. Ця вершина розташована на схід від Синевирської Поляни, у розвилці долин Теребля та Озерянка.